# Symplocos breedlovei
Symplocos breedlovei är en tvåhjärtbladig växtart som beskrevs av Cyrus Longworth Lundell. Symplocos breedlovei ingår i släktet Symplocos och familjen Symplocaceae. Inga underarter finns listade i Catalogue of Life.